# Neoazhdarchia
De Neoazhdarchia zijn een groep van uitgestorven pterosauriërs behorend tot de Lophocratia.
De Britse paleontoloog David Unwin bemerkte in zijn kladistische analyses dat Tupuxuara en de Azhdarchidae samen een klade, een monofyletische afstammingsgroep vormden. In 2003 benoemde hij deze groep als de Neoazhdarchia ('nieuwe azhdarchiërs'). Unwin definieerde de klade als: de groep bestaande uit de laatste gemeenschappelijke voorouder van Tupuxuara longicristatus en Quetzalcoatlus northropi; en al zijn afstammelingen.
Unwin gaf de volgende drie synapomorfieën, gedeelde nieuwe eigenschappen, van de groep: de aanwezigheid van een echt notarium; het middenhandsbeen maakt geen contact meer met de polsbeenderen; de snuit vormt meer dan 88% van de schedellengte.
De Neoazhdarchia zijn de zustergroep van Tapejara en moeten zich uiterlijk in het vroege Krijt hebben afgesplitst. In 2014 vond Brian Andres de Neoazdarchia als de zustergroep van de Tapejaromorpha.